# Breuil-Bois-Robert
Breuil-Bois-Robert ist eine Gemeinde im französischen Département Yvelines in der Île-de-France. Sie gehört zum Kanton Bonnières-sur-Seine im Arrondissement Mantes-la-Jolie. Die Bewohner nennen sich Breuillois.

## Geografie
Breuil-Bois-Robert befindet sich in der Agglomeration um das nördlich gelegene Mantes-la-Jolie. Die Gemeinde grenzt auch an diese sowie an Guerville im Osten, Arnouville-lès-Mantes im Südosten, Villette und Vert im Südwesten und Auffreville-Brasseuil im Westen.

## Bevölkerungsentwicklung
| Jahr      | 1962 | 1968 | 1975 | 1982 | 1990 | 1999 | 2008 | 2013 |
| --------- | ---- | ---- | ---- | ---- | ---- | ---- | ---- | ---- |
| Einwohner | 315  | 340  | 384  | 497  | 570  | 663  | 706  | 721  |

## Sehenswürdigkeiten
- Kriegerdenkmal
- Kirche Saint-Gilles